# Antonio Prieto Lucena
Antonio Prieto Lucena (La Rambla, 13 gennaio 1974) è un vescovo cattolico spagnolo, dal 1º aprile 2023 vescovo di Alcalá de Henares.

## Biografia
Antonio Prieto Lucena è nato a La Rambla il 13 gennaio 1974.

### Formazione e ministero sacerdotale
Ha studiato medicina e chirurgia presso l'Università di Cordova dal 1994 al 1996. Successivamente, nel settembre del 1996, è entrato nel seminario maggiore "San Pelagio" a Cordova dove ha compiuto gli studi ecclesiastici.
Il 2 luglio 2000 è stato ordinato presbitero per la diocesi di Cordova nella cattedrale diocesana da monsignor Francisco Javier Martínez Fernández. È stato quindi inviato a Roma per studi. Ha preso residenza presso il Pontificio Collegio Spagnolo di San Giuseppe. Nel 2002 ha conseguito la licenza in teologia del matrimonio presso il Pontificio istituto Giovanni Paolo II per studi su matrimonio e famiglia di Roma. Tornato in patria è stato professore di cristologia presso il seminario maggiore "San Pelagio" a Cordova, vice-rettore dello stesso dal 2004 al 2007; vicario parrocchiale della parrocchia di Sant'Isidoro Lavoratore a El Higuerón dal 2004 al 2005; cappellano della delegazione diocesana per la famiglia e la vita dal 2004 al 2015; direttore e docente dell'Istituto superiore di scienze religiose "Beata Victoria Díez" dal 2005 al 2007; ascritto della basilica di San Pietro a Cordova dal 2005 al 2007. Nel 2006 ha conseguito il dottorato in teologia morale presso l'Università Ecclesiastica "San Damaso" di Madrid. È stato rettore del seminario maggiore "San Pelagio" a Cordova e delegato diocesano per la pastorale vocazionale dal 2007 al 2018; docente nel master in pastorale familiare presso il l'Università Ecclesiastica "San Damaso" di Madrid dal 2007 al 2018 e presso l'Istituto di consultazione e specializzazione in bioetica di Cordova; direttore del servizio edizioni diocesane dal 2012 al 2015; direttore équipe della delegazione per il clero dal 2015 al 2018; direttore del segretariato diocesano per la dottrina della fede dal 2015 al 2023; canonico del capitolo della cattedrale dell'Immacolata Concezione di Maria Santissima di Cordova dal 2016 al 2023; vicario generale e moderatore della curia dal 2018 al 2023; parroco in solido della parrocchia di San Michele Arcangelo a Cordova dal 2018 al 2023; vicepresidente della Fondazione Diocesana "Santi Martiri di Cordova" dal 2018 al 2023 e maestro canonico della cattedrale dell'Immacolata Concezione di Maria Santissima dal 2020 al 2023.
È stato membro del consiglio presbiterale dal 2004 al 2023, del collegio dei consultori dal 2012 al 2023 e della commissione teologica che collabora con la commissione episcopale per la dottrina della fede dal 2012 al 2023.

### Ministero episcopale
Il 1º aprile 2023 papa Francesco lo ha nominato vescovo di Alcalá de Henares. Il 7 giugno successivo ha emesso la professione di fede e pronunciato il suo giuramento di fedeltà alla Sede Apostolica nella cripta della cattedrale magistrale dei Santi Giusto e Pastore ad Alcalá de Henares. Ha ricevuto l'ordinazione episcopale il 10 dello stesso mese nel medesimo edificio dal cardinale Carlos Osoro Sierra, arcivescovo metropolita di Madrid, co-consacranti l'arcivescovo Bernardito Cleopas Auza, nunzio apostolico in Spagna e Andorra, e il vescovo di Cordova Demetrio Fernández González. Durante la stessa celebrazione ha preso possesso della diocesi.
In seno alla Conferenza episcopale spagnola è membro della commissione per i laici, la famiglia e la vita dal marzo del 2024. In precedenza è stato membro della commissione per il clero e i seminari dal novembre del 2023 al marzo del 2024.
Inoltre, il consiglio episcopale permanente della riunitosi a Madrid dal 2 al 3 settembre 2024 lo ha nominato membro consigliere nazionale del movimento Cursillos de Cristiandad.

## Genealogia episcopale
La genealogia episcopale è:
- Cardinale Scipione Rebiba
- Cardinale Giulio Antonio Santori
- Cardinale Girolamo Bernerio, O.P.
- Arcivescovo Galeazzo Sanvitale
- Cardinale Ludovico Ludovisi
- Cardinale Luigi Caetani
- Cardinale Ulderico Carpegna
- Cardinale Paluzzo Paluzzi Altieri degli Albertoni
- Papa Benedetto XIII
- Papa Benedetto XIV
- Papa Clemente XIII
- Cardinale Giovanni Francesco Albani
- Cardinale Carlo Rezzonico
- Cardinale Antonio Dugnani
- Arcivescovo Jean-Charles de Coucy
- Cardinale Gustave-Maximilien-Juste de Croÿ-Solre
- Vescovo Charles-Auguste-Marie-Joseph Forbin-Janson
- Cardinale François-Auguste-Ferdinand Donnet
- Vescovo Charles-Emile Freppel
- Cardinale Louis-Henri-Joseph Luçon
- Cardinale Charles-Henri-Joseph Binet
- Cardinale Maurice Feltin
- Cardinale Jean-Marie Villot
- Arcivescovo Lajos Kada
- Cardinale Carlos Osoro Sierra
- Vescovo Antonio Prieto Lucena